# Robert Lechner (Rennfahrer)
Robert Lechner (* 1. Oktober 1977 in Salzburg) ist ein österreichischer Unternehmer, TV-Kommentator und ehemaliger Automobilrennfahrer.
Er ist der Sohn von Walter Lechner senior und der ältere Bruder von Walter Lechner junior, die beide ebenfalls als Rennfahrer und Teamchefs international erfolgreich waren bzw. noch sind. Gemeinsam mit seinem Bruder ist er Inhaber und Geschäftsführer der Lechner Racing GmbH in Thalgau, die verschiedene Geschäftsbereiche rund um das Thema Motorsport betreut und vermarktet.

## Karriere als Rennfahrer

### Kartsport und Formel-Serien
Der 1977 in Salzburg geborene Robert Lechner startete seine Motorsportkarriere im Alter von 12 Jahren im Kartsport. 1995 stieg er in die österreichische Formel Ford auf, die er in diesem und im folgenden Jahr als Meister abschloss. 1997 wechselte er in die deutsche Formel Renault, wo er ebenfalls in seiner ersten Saison Gesamtsieger wurde. Parallel dazu absolvierte er 1997 ein Rennen im Porsche Supercup. 1998 wechselte er in die deutsche Formel 3, wo er auf Anhieb Zweiter und im Folgejahr Vierter im Gesamtklassement wurde. Mehrmals wurde Lechner als "Rookie des Jahres" ausgezeichnet. Während seiner Zeit in den verschiedenen Nachwuchs-Formelserien fuhr er gegen spätere Formel-1-Piloten wie Jenson Button oder Mark Webber.
Auf der Suche nach neuen Herausforderungen startete er im Jahr 2000 als Toyota-Werksfahrer in der japanischen Formel 3, die er ebenfalls auf dem vierten Gesamtrang am Ende des Jahres abschloss.

### Tourenwagen- und Sportwagenrennen
2001 versuchte er sich zum letzten Mal in einer Monoposto-Rennserie mit einigen Rennen für KSM in der deutschen Formel 3, bevor er in die Deutsche V8-Star-Serie wechselte, wo er auf Anhieb zwei Rennsiege feierte. In seiner ersten kompletten Saison 2002 fuhr er für Zakspeed-Jaguar, gewann zwei Rennen und wurde hinter seinem Teamkollegen Johnny Cecotto Vizemeister. Im letzten Jahr der Serie 2003 gewann Lechner drei Rennen und wurde Vierter im Gesamtklassement.
Ebenfalls für das Zakspeed-Team feierte er einen seiner größten motorsportlichen Erfolge: Den Sieg bei den 24 Stunden vom Nürburgring 2002 auf einer Dodge Viper GTS-R zusammen mit Pedro Lamy und Peter Zakowski.
Ab der Saison 2004 fuhr Robert Lechner in der FIA-GT-Meisterschaft und ging bei Langstrecken-Klassikern in Spa-Francorchamps und auf der Nürburgring-Nordschleife an den Start. Sein letztes 24-Stunden-Rennen bestritt Robert Lechner 2008 als Werksfahrer für Aston Martin Racing auf einem DBRS9 zusammen mit seinen Teamkollegen Thomas Enge, Stefan Mücke und Karl Wendlinger.

## Karriere als Unternehmer
Noch während seiner aktiven Karriere als Rennfahrer gründete Robert Lechner gemeinsam mit seinem Bruder Walter Lechner die Lechner Racing GmbH mit Sitz in Salzburg. Als Agentur betreut die Firma seither verschiedene Geschäftsbereiche rund ums Thema Motorsport. Das Angebot umfasst zudem das international erfolgreiche Rennteam Lechner Racing sowie die Marke snowtraining.com.

## Karriere als TV-Kommentator
Bereits während seiner Formel-3-Zeit in Japan war Robert Lechner auch für den ORF als Co-Kommentator tätig. An der Seite von Heinz Prüller berichtete er live vom Großen Preis von Japan 2000 aus Suzuka.
Heute ist Robert Lechner ein gefragter Motorsport-Experte und kommentiert für den ORF regelmäßig an der Seite von Ernst Hausleitner oder dessen Vertretung Marc Wurzinger Läufe der Formel-1-Weltmeisterschaft. Gemeinsam mit Wurzinger kommentierte er mehrmals das 24-Stunden-Rennen von Le Mans für den ORF. Auch bei "Sport und Talk im Hangar 7" bei Servus TV tritt er regelmäßig als Studio-Gast auf.